# Os Quatro e Meia
Os Quatro e Meia são uma banda portuguesa fundada em 25 de maio de 2013, após uma atuação de sucesso de um grupo de universitários de Coimbra num espetáculo para angariar fundos para uma academia de dança no Teatro Académico Gil Vicente, em Coimbra.
O grupo é formado por seis elementos, embora ao início o grupo fosse apenas um quinteto. O nome do grupo deve-se a uma piada devido à baixa estatura de um dos membros, o contrabaixista. Mesmo após a adição do sexto integrante, o nome acabou por se manter.

## Elementos do grupo
O grupo é atualmente composto por seis elementos, nascidos entre 1986 e 1991:  
- João Cristóvão (violino e bandolim)
- Mário Ferreira (acordeão, piano/teclas e coros)
- Pedro Figueiredo (bateria e percussões)
- Ricardo Liz Almeida (voz e guitarra/guitarra solo)
- Rui Marques (guitarra baixo, contrabaixo e coros)
- Tiago Nogueira (voz e guitarra)

Embora provenientes de diferentes regiões do país (Tiago e João de Coimbra, Mário de Sertã, Ricardo de Braga, Pedro de Águeda, e Rui de Carregal do Sal), os vários elementos do grupo conheceram-se em Coimbra. À data da formação do grupo, alguns ainda eram estudantes universitários e outros já trabalhavam. Em comum tinham o facto de todos terem frequentado grupos musicais académicos (tunas) da Universidade de Coimbra, sendo:
- O Pedro, o Tiago e o Ricardo antigos membros da Tuna de Medicina da Universidade de Coimbra (TMUC);
- O Mário e o Rui antigos membros da Quantunna - Tuna Mista da Faculdade de Ciências e Tecnologia da Universidade de Coimbra;
- O João antigo membro da Tuna Académica da Universidade de Coimbra (TAUC).

Para além da música todos eles têm outras profissões: João é professor de música, Rui é engenheiro civil, Tiago é cirurgião torácico, Mário é engenheiro informático, Ricardo é médico pediatra, e Pedro é médico de medicina geral e familiar.

## Reconhecimento
Em 2023, foram vencedores do Globo de Ouro (SIC/Caras) de Melhor Música: ‘Na escola’.
Em 2024, foram vencedores do prémio aRi[t]mar para a melhor música portuguesa por ‘Na escola’.
Em 2017,  o sexteto começou a alcançar o reconhecimento nacional e tornou-se uma banda conhecida a nível nacional.   

## Álbuns
- “Pontos nos Is” (2017)
- “O Tempo Vai Esperar” (2020)
- Os Quatro e Meia - Ao Vivo no Estádio Cidade de Coimbra (2023)

## Participação no Festival da Canção 2022
No Festival RTP da Canção 2022 interpretaram o tema “Amanhã“, da autoria de Tiago Nogueira.